# Elizabeth Dunne (Richterin)

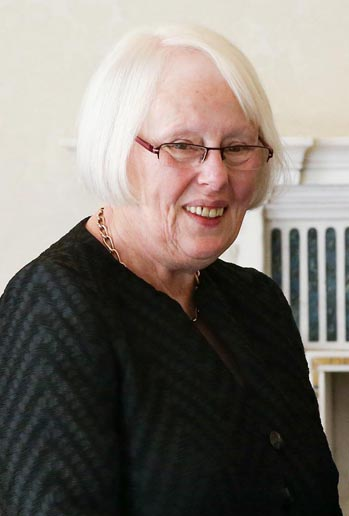
Elizabeth Dunne (2013)

Elizabeth Dunne (* 12. Januar 1956 in Roscommon, Irland) ist eine irische Richterin und vormalige Rechtsanwältin, die im Juli 2013 zur Richterin am Supreme Court der Republik Irland berufen wurde. Zuvor war sie von 2004 bis 2013 Richterin am High Court und von 1996 bis 2004 Richterin am Circuit Court.

## Leben
Elizabeth Dunne studierte am University College Dublin und erwarb dort einen Bachelor of Common Law. Nach dem rechtswissenschaftlichen Studium folgte die Ausbildung am King’s Inns, sodass sie 1977 zur Rechtsanwaltschaft (als Barrister) zugelassen wurde. Ihre Schwerpunkte liegen im Familien- und Wirtschaftsrecht.

## Privates
Elizabeth Dunne ist seit 1984 mit dem Rechtsanwalt James Dwyer verheiratet, mit dem sie zwei Kinder hat. 